# Günther Friedländer

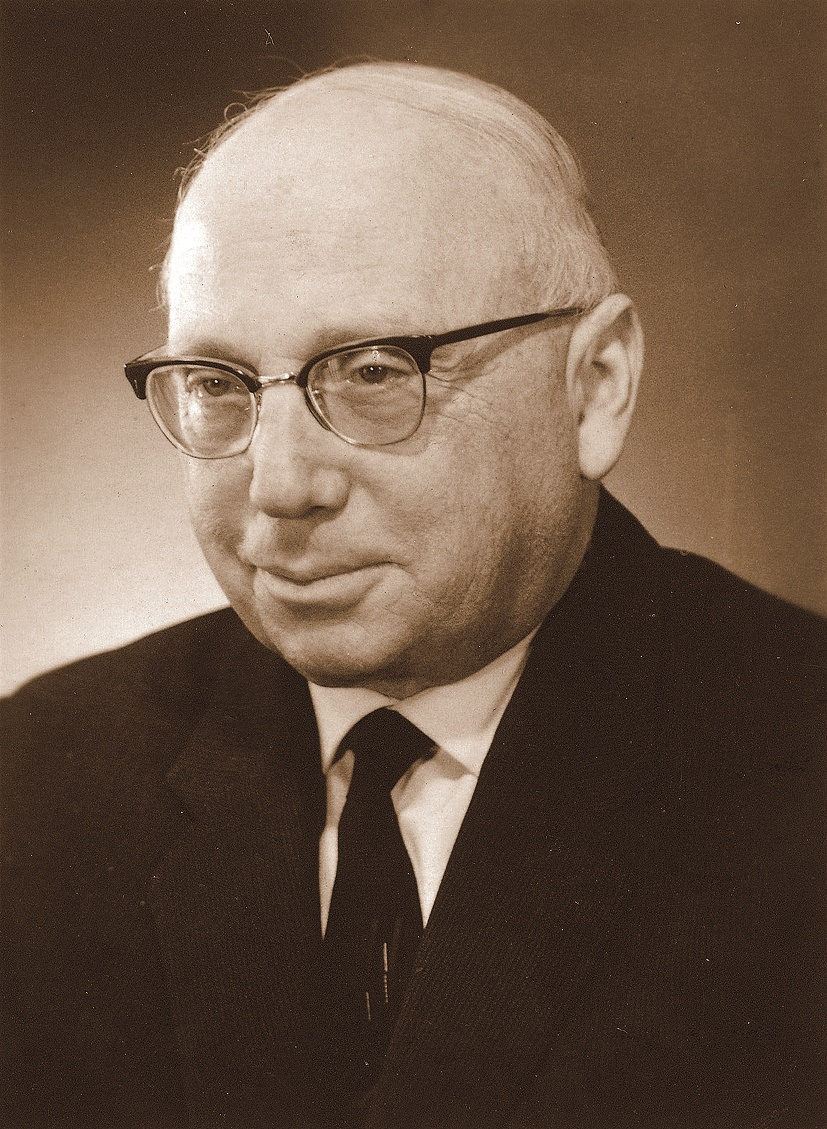
Günther Friedländer (1968)

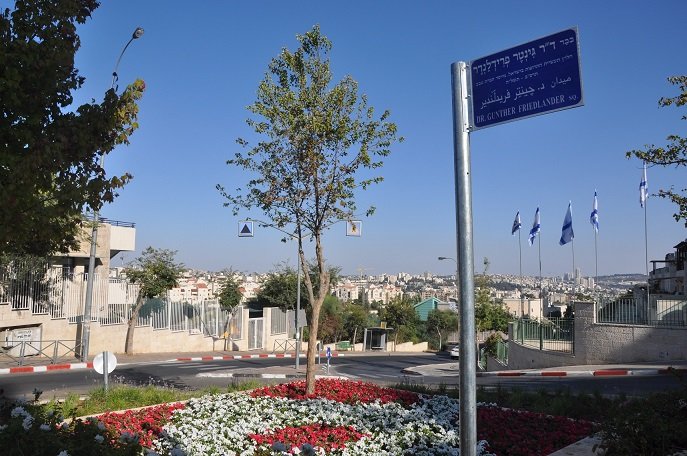
Kikkar Dr. Gīnṭer Frīdlender (engl. Dr. Gunther Friedlander Square), 2016

Günther Friedländer (hebräisch גִּינְטֶר פְרִידְלֶנְדֶּר Gīnṭer Frīdlender; geboren 8. April 1902 in Königshütte, Deutsches Reich; gestorben 25. Mai 1975 in Jerusalem) war ein deutsch-israelischer Pharmazeut und Gründer des Pharmaherstellers Teva.

## Leben
Günther Abraham Friedländer war ein Sohn des Geschäftsmanns Adolf Friedländer und Paula Kobers. Er studierte von 1921 bis 1927 Pharmazie in Breslau und Bern. Er trat der jüdischen Jugendorganisation Blau Weiß und einer jüdischen Studentenverbindung bei und wurde Mitglied der Zionistischen Vereinigung für Deutschland. Friedländer wurde beim Pharmakognosten Alexander Tschirch in Bern promoviert. Er arbeitete als Hochschulassistent an der Universität Breslau und in der Industrie. Im Jahr 1930 übernahm er von seiner Tante Else Kober die Kronen-Apotheke in Görlitz. Friedländer heiratete 1931 die Apothekenhelferin Charlotte Mühsam, sie hatten zwei Kinder. Nach der Machtübergabe an die Nationalsozialisten 1933 war Friedländer als Jude kurze Zeit inhaftiert. Ende 1933 musste er die Apotheke unter Zwang verkaufen. 1934 emigrierte die Familie nach Palästina.
Friedländer, Else Kober und der Bankmanager Alfred Feuchtwanger wurden Gründer des Pharmazieherstellers Teva, der sich anfänglich auf die Herstellung von Medikamenten aus Naturprodukten aus der Region konzentrierte. Zeitweise Mitarbeiter war der ebenfalls aus Breslau geflohene Chemiker Ernst Markowicz (1901–1979). Nach der Ehescheidung 1945 heiratete Friedländer im selben Jahr Johanna Singer, geborene Cohen, sie hatten ein Kind. 1951 wandelte Friedländer das rasch wachsende Unternehmen in eine Aktiengesellschaft um. Danach änderten sich schrittweise die Besitz- und Mehrheitsverhältnisse unter den Aktionären.
Friedländers Tochter, die Apothekerin Nomi Eshhar, veröffentlichte 2009 eine Biografie. In Jerusalem wurde 2016 ein öffentlicher Platz nach ihm Kikkar Dr. Gīnṭer Frīdlender (hebräisch כִּכָּר ד"ר גִּינְטֶר פְרִידְלֶנְדֶּר) benannt.

## Dissertation
- Entwicklungsgeschichtliche Untersuchungen im Gebiete der Pharmakoanatomie und Pharmakochemie : Arillus Asphodeli. Semen Sabadillae und Veratri. Semen Papaveris. Morphin in Fructus Papaveris. Abbau von Balsamum peruvianum. Bern : Hermann's Erben, 1927 Diss. Phil. Bern. Helveticat